# Farneta
Farneta é uma frazione do comune de Castroregio, província de Cosenza, região da Calábria, Itália.